# Fèlix Macià i Bonaplata
Fèlix Macià i Bonaplata (Barcelona, 1831 – 5 d'octubre de 1891) fou un enginyer, polític i empresari català, diputat a les Corts Espanyoles durant la restauració borbònica i alcalde de Barcelona.
Era membre de la família dels Bonaplata i va dirigir les mines El Veterano de Sant Joan de les Abadesses. El 1862 va ser pensionat per la Diputació de Barcelona per tal que redactés un informe sobre l'Exposició Universal de Londres i n'estudiés els avenços tècnics. El 1871 fou fundador de la companyia Brocca i Cia, que va construir els ferrocarrils cap a Sant Joan de les Abadesses, i fou concessionari de la construcció de la línia de Granollers a Vic.
Políticament, va militar inicialment en el Partit Radical amb Manuel Ruiz Zorrilla, amb el que fou elegit diputat per Vic a les eleccions generals espanyoles d'agost de 1872. També fou membre de Foment de la Producció Nacional, fundador del Foment del Treball Nacional i vicepresident de la Lliga de Contribuents de Barcelona. El març de 1879 fou un dels membres del Foment de la Producció Nacional que va rebre Arsenio Martínez-Campos Antón al seu retorn de Cuba.
Fou elegit diputat pel districte de Puigcerdà amb el Partit Conservador a les eleccions generals espanyoles de 1879, però després es presentà pel Partit Liberal a les eleccions generals espanyoles de 1881, 1884 i 1886. Des del seu escó defensà el proteccionisme i els interessos de les empreses ferroviàries. Fou vocal de la comissió organitzadora de l'Exposició Universal de Barcelona (1888) i alcalde de Barcelona entre gener i juliol de 1890.